# Harold Land
Harold de Vance Land (Houston, 18 dicembre 1928 – Los Angeles, 27 luglio 2001) è stato un sassofonista statunitense.
Come sideman ha collaborato con Clifford Brown e Max Roach, Curtis Counce, Billy Higgins, Bobby Hutcherson, Blue Mitchell, Shorty Rogers, Gerald Wilson e altri.

## Discografia parziale
- 1958: Harold in the Land of Jazz
- 1959: The Fox
- 1960: West Coast Blues!
- 1960: Eastward Ho! Harold Land in New York
- 1960: Take Aim
- 1963: Jazz Impressions of Folk Music
- 1967–68: The Peace-Maker
- 1971: A New Shade of Blue
- 1971: Choma (Burn)
- 1972: Damisi
- 1977: Mapenzi con Blue Mitchell
- 1981: Xocia's Dance
- 1994: A Lazy Afternoon
- 2000: Promised Land